# Pardalhan (Erau)
Pardalhan (en francès Pardailhan) és un municipi occità del Llenguadoc, situat al departament de l'Erau i a la regió d'Occitània.